# Lady Sovereign
Louise Amanda Harman, ismertebb művésznevén Lady Sovereign (London, 1985. december 19. –) brit rapper, MC (=ceremóniamester, szertartásmester [a rapben])
Szülei, Lynette Parson és Aden Harman Északnyugat-Londonban egy Chalkhill Estate nevű nyilvános lakótelepen nevelték. A hölgyikére ugyanúgy jellemző volt az úgymondt "zűrösebb" tinikor, mint amerikai kollégáira; a suliból is hamar kitették a szűrét, mert "nagy ívben" kerülte. Példaképe, Ms. Dynamite zenéje hatására kezdett el saját rapszövegeket írni, első sorait 14 évesen firkantotta kispapírra. Különféle zenei internetes oldalakra töltötte fel saját szerzeményeit, és DJ-t is talált magának. Ekkor vette fel a Lady Sovereign (szuverén hölgy) becenevet, majd szerepelt egy rövidke kis oktatófilmben, saját magát alakítva, ahol felfigyelt rá egy producer, név szerint Medasyn. 
Lady Sovot sok zenészhez hasonlították már, például Melanie C-hez, a Spice Girls egykori tagjához, a hasonló atlétikai divatja miatt, illetve Eminemhez a szabadszájúsága és az úgymondt "fehérsége" miatt.
Első független kislemeze, a Ch Ching, 2004-ben jött ki, majd egy évvel később az Universal kiadóhoz szerződtetve adta ki 9 to 5 című sikerdalát, melyet később a szintén brit The Ordinary Boys rockbanda is feldolgozott.
A New York-i rapper, Jay Z meghallgatásra hívta a kis 'rapgirlt', és egy rögtönzött Freestyle hallatán egyből átszerződtette az általa vezetett Def Jan hiphop céghez. Első nagylemezének megjelenése 2006 októberére tehető, melynek címe Public Warning, és melyről az igazi áttörést a Love Me Or Hate Me című dal hozta. Ezzel futott be a tengerentúlon, amikor az MTV legnézettebb slágerlistás műsorában, a TRL-ben első lett. A hiphop hazájában, ahol ebben a műfajban fehér nő még nem volt sztár, a kis 155 centiméter magas angol MC-lánynak sikerült a befutás. A lemez egyébként az előbb említett két sikerszerzemény mellett több slágert is tartalmaz, melyek szintúgy említésre méltóak, például a Hoodie, a Random, a Blah Blah, a Those Were The Days, és jó meghallgatni az összes többit is, még akkor is, ha az anyag picit szókimondó, és még ha első hallásra valakinek furának is tűnik. Hiszen mindannyian tudjuk, hogy valahol el kell kezdeni, és ez idővel úgyis még jobb lesz majd. Továbbá hallgatásra méltatja még az is, hogy a néhai popos-rockos hangzás mellett azért mégiscsak nagy részben a hiphop elemeit tartalmazza.
2010-ben részt vett a Celebrity Big Brother tévéműsorban, ahol hamar kiszavazták. A műsorban egyik lakótársával megosztotta, hogy évek óta nem volt férfi barátja, és inkább a nőket kedveli.

## Külső hivatkozások
- Sov Nation - Lady Sovereign's Official Fansite
- Official website
- Lady Sovereign a Myspace-en
- Lady Sovereign az Internet Movie Database oldalon (angolul)